# 蕭皇后 (遼天祚帝)
蕭皇后（しょうこうごう、生没年不詳）は、遼の天祚帝（耶律延禧）の皇后。小字は奪里懶。

## 経歴
宰相の蕭継先の玄孫娘にあたる。太安3年（1087年）、皇太孫の耶律延禧のもとにとついだ。太安4年（1088年）、燕国王妃に封じられた。乾統（1101年 - 1110年）初年、皇后に立てられた。兄弟の蕭奉先や蕭嗣先らは外戚として重用された。
妹の蕭元妃（小字は貴哥）も姉同様にとついで、梁王耶律雅里・秦王耶律定・許王耶律寧らをもうけた。
保大2年（1122年）、遼が金の攻撃を受けると、天祚帝や蕭奉先・蕭嗣先兄弟とともに西の山西雲中の陰山に逃亡し、まもなく病没した。翌保大3年（1123年）、天祚帝の寵愛を失った蕭奉先・蕭嗣先兄弟は、その子の蕭昂・蕭昱（天祚帝の女婿）とともに誅殺された。

## 伝記資料
- 『遼史』巻71 列伝第1